# Dolmen de Pendilhe
El dolmen de Pendilhe o Casa da Moira o Orca de Pendilhe o Orca da Moira es troba en la freguesia de Pendilhe, al municipi de Vila Nova de Paiva, al districte de Viseu.
Aquest dolmen és un monument megalític construït probablement al voltant del final del quart mil·lenni ae o inici del tercer mil·lenni ae.
Fou classificat per l'IPPAR com a Immoble d'Interés Públic, pel decret núm. 5/2002, DR 42, de 19 de febrer del 2002.

## Constitució del monument
- Cambra funerària - composta de nou lloses formant una planta poligonal, coberta per una pedra granítica.
- Corredor - format per algunes lloses, amb una longitud de prop de quatre metres. De les pedres actuals, només dues són originals.